# Huawei Ascend Y300
Huawei Ascend Y300 es una línea de teléfonos inteligentes desarrollada por la empresa china Huawei cuyos primeros modelos salieron a la venta en marzo de 2013. En febrero de 2014 fueron lanzados al mercado dos modelos más: Y300-F1 y Y300-II. Tiene un aspecto similar al Huawei Ascend G510. Es una línea diseñada para redes de telefonía celular de tecnología GSM.

## Características
Según el mercado al cual está dirigido, Huawei ha presentado cuatro modelos: Y300-0100, adecuado para operadores que usan la norma 3G europea, Y300-0151, para la norma de 3G estadounidense y los modelos Y300-II y Y300-F1. Los primeros modelos usan el sistema operativo Android 4.1 y los modelos más recientes lanzados en el año 2014 son los primeros que fabrica la compañía que incorporan el sistema Firefox OS en su versión 1.1.0. Los modelos de esta línea usan el chipset MSM8225 Snapdragon de Qualcomm que incluye, en su interior un procesador doble núcleo 1 GHz Cortex-A5, el procesador gráfico Adreno 203, módem para 3G, GPS, procesador para cámara y módulos GPS, USB, Bluetooth y WiFi.
Las dimensiones son 12,4 x 6,38 x 1,12 cm con un peso aproximado de 130 gramos. La pantalla posee una resolución de 480 x 800 píxeles con capa antirayones Gorilla Glass 2. También cuenta con una cámara trasera de 5 Megapíxeles con una resolución de 2592 x 1944 píxeles y una delantera de 0,3 Megapíxeles, adecuada para aplicaciones con cámara web. Como otros teléfonos inteligentes, posee conectividad Wi-Fi, Bluetooth, USB, GPS, además de radio FM y conexión para auriculares mini-estéreo de 3,5 mm. En el caso de los modelos más recientes de la línea Ascend Y300, el sintonizador FM tiene un receptor RDS que permite conocer la identificación de las estaciones que usan ese sistema.
El celular es provisto con una memoria ROM de 4GB donde está cargado el sistema operativo y se puede expandir mediante un módulo microSD hasta 32GB . Se provee de fábrica con una memoria RAM de 512 MB.

### Capa personalizada de Android incluida en el Ascend Y300
Huawei desarrolló una interfaz denominada EmotionUI basada en el sistema operativo Android. EmotionUI en su versión 1.0 es muy personalizable y flexible, aunque tiene un consumo elevado de recursos.
La interfaz EmotionUI inicialmente estaba disponible para los usuarios en China, pero posteriormente ha estado disponible en otros idiomas. Sus características principales son:
1. Personalización de la página inicial y de las animaciones.
2. Asistente de voz (únicamente en chino).
3. Acceso al servicio en la nube de Huawei.
4. Configuración de caracteres en chino.
5. Buscador de contactos inteligente.
6. Sistema de ayuda.

### Rendimiento del equipo
De acuerdo a sus especificaciones técnicas, el Ascend Y300 es un equipo rápido y fluido en cuanto a la cámara, la reproducción de vídeos, llamadas a través de Skype y demás aplicaciones que requieren mayor rendimiento del equipo. Huawei ha desarrollado una tecnología de arranque rápido que permite el encendido del dispositivo en 5 segundos. Algo también a tener en cuenta con este equipo es la duración de la batería, posee una batería de iones de Litio de 2050 mAh. que permite un tiempo de espera de 320 horas y un tiempo de conversación de 5 horas.

## Configuraciones y funciones
- Manuales interactivos Archivado el 2 de abril de 2015 en Wayback Machine.